# Claxton
Claxton è una città degli Stati Uniti d'America, situata in Georgia, nella Contea di Evans, della quale è il capoluogo.